# Dolmen de Kerguéran
Le dolmen de Kerguéran (Kerguerhan), appelé aussi Er-Roc'h, est un dolmen de Belz, dans le Morbihan en France.

## Historique
Le dolmen a été exploré par G. Chaplain-Duparc en 1877 mais le résultat de ces fouilles demeure inconnu. Le dolmen est classé au titre des monuments historiques par arrêté du 29 septembre 1936.

## Description
Cet édifice est un dolmen à couloir mesurant environ 4,4 m de longueur,. La chambre funéraire, grossièrement piriforme,, mesure environ 3 × 2,5 m. La quasi-totalité du couloir d'accès a disparu,, 4 supports de l'entrée seulement étant conservés. De l'édifice originel, ne subsistent que 11 orthostates et 2 dalles de couverture, (ces dernières couvrent la chambre et la partie du couloir y attenant).

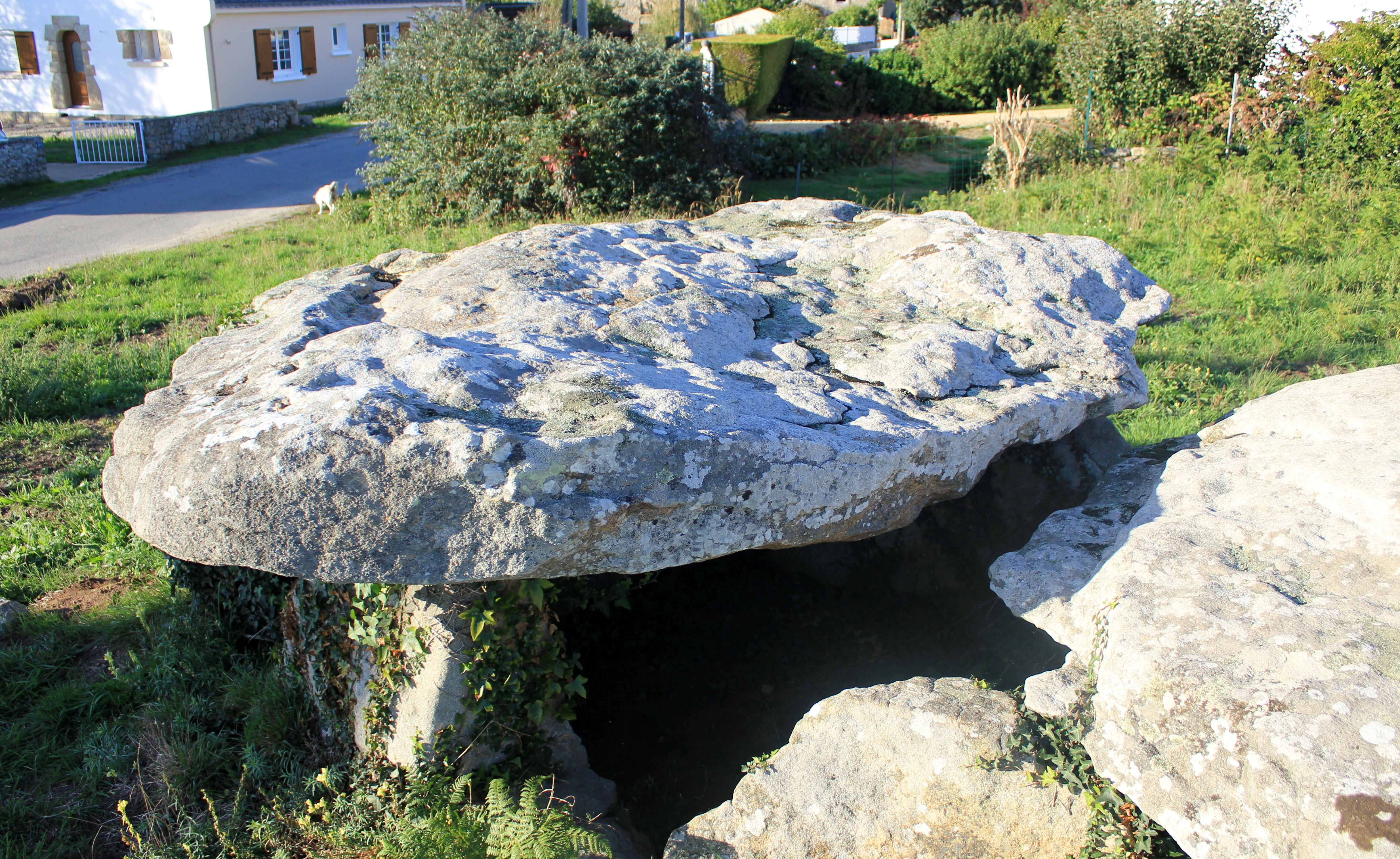
Dalle de couverture de la chambre.
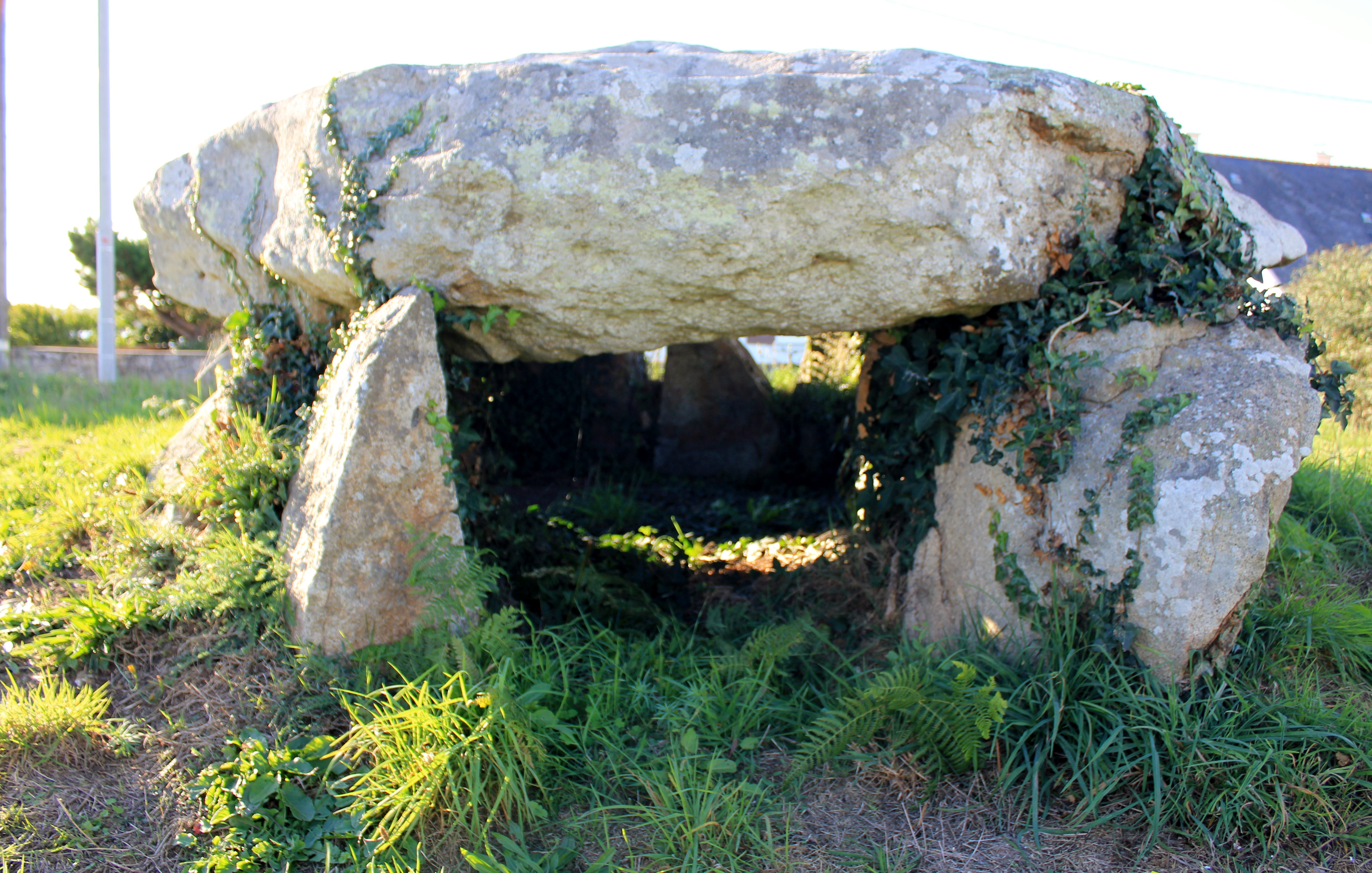
Entrée du dolmen.